# 尚塞
尚塞（法語：Chancé，法語發音：[ʃɑ̃se]）是法国伊勒-维莱讷省的一个旧市镇，位于该省中东部偏南，属于雷恩区。2019年1月1日，尚塞和相邻的塞什河畔皮雷合并为新市镇皮雷-尚塞（Piré-Chancé）

## 地理
尚塞（48°2'9"N, 1°22'48"W）面积5.22 平方千米，位于法国布列塔尼大區伊勒-维莱讷省，该省份为法国西北部沿海省份，位于布列塔尼半岛东部，北濒大西洋，西接阿摩尔滨海省和莫尔比昂省，南至大西洋卢瓦尔省，西南端接曼恩-卢瓦尔省，东临马耶讷省，东北与芒什省接壤。
与尚塞接壤的市镇（或旧市镇、城区）包括：多马涅、拜镇、卢维涅德拜、穆兰、塞什河畔皮雷。

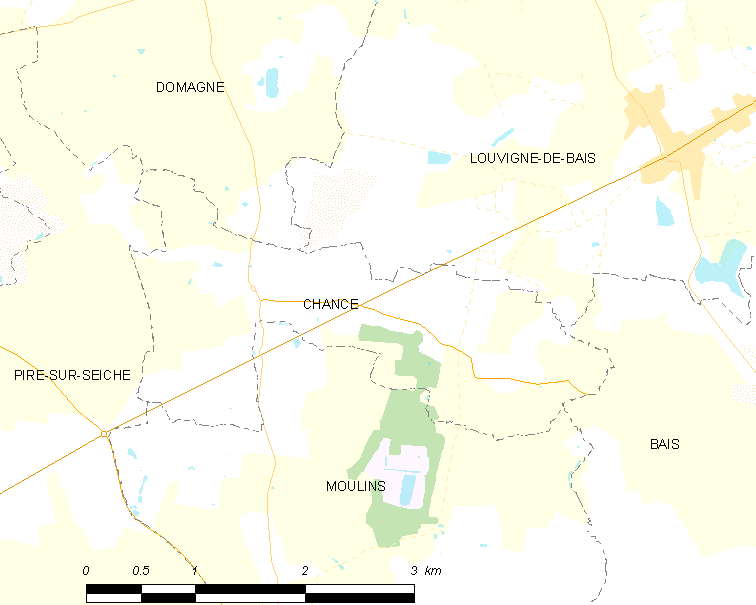
尚塞的OSM定位图

尚塞的时区为UTC+01:00、UTC+02:00（夏令时）。

## 行政
尚塞的邮政编码为35680，INSEE市镇编码为35053。

## 政治
尚塞所属的省级选区为沙托日龙县。

## 人口

1962-2008年间尚塞人口变化图示

尚塞于2018年1月1日时的人口数量为301人。